# Politiek in Noord-Brabant

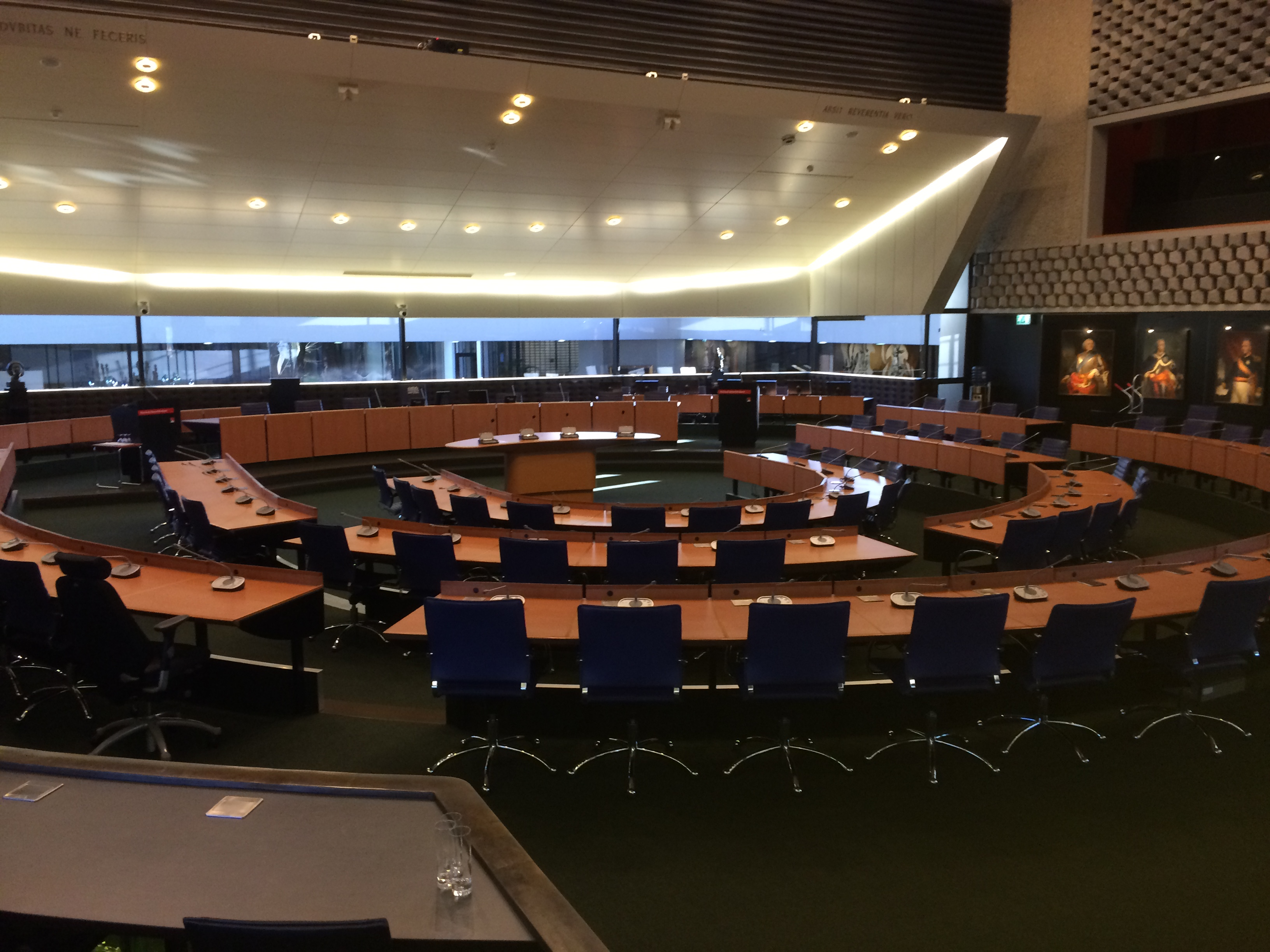
Provinciale Statenkamer van Noord-Brabant

De provincie Noord-Brabant wordt bestuurd vanuit het provinciehuis in de hoofdstad 's-Hertogenbosch.

## Provinciale Staten

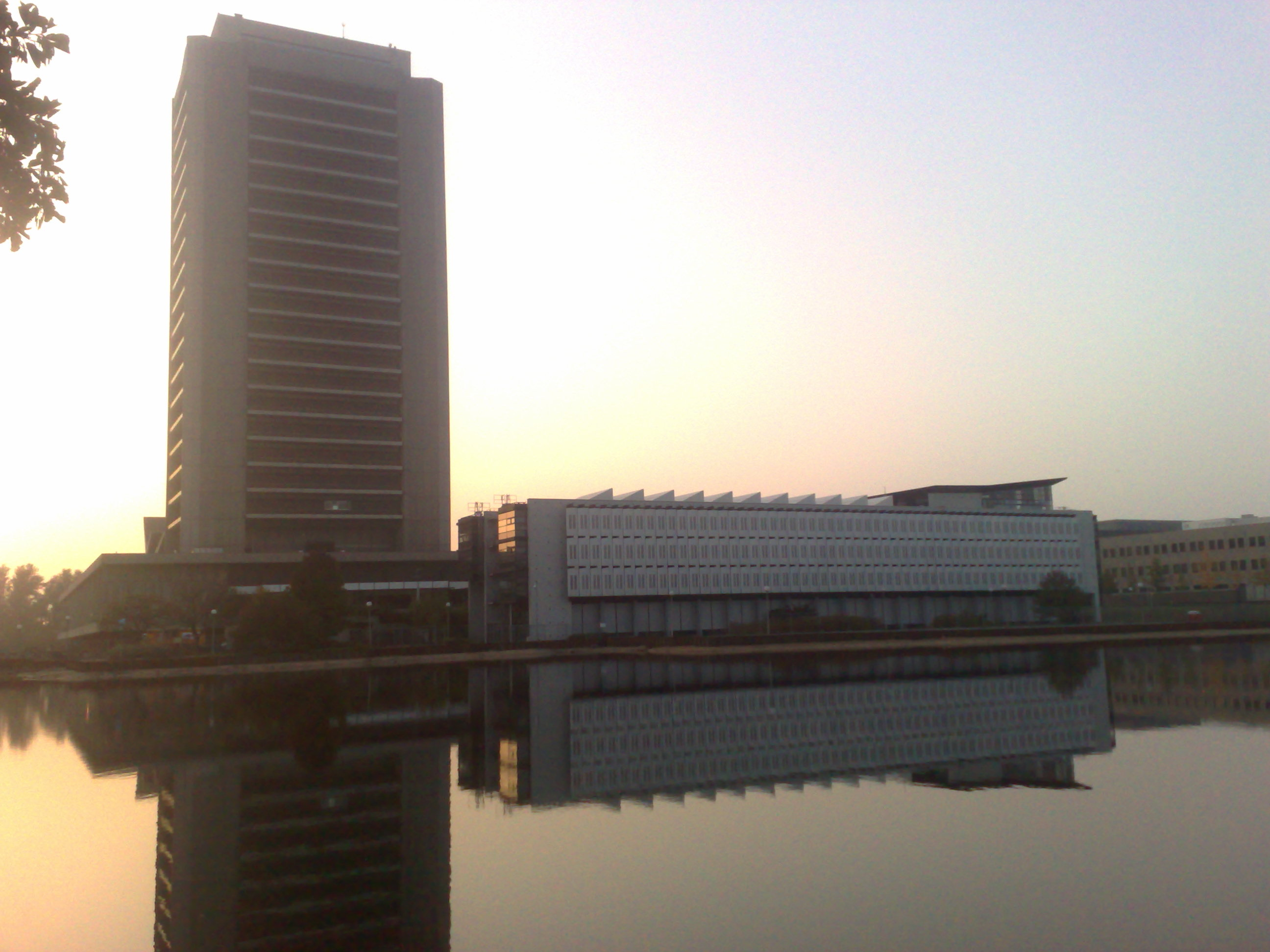
Provinciehuis Noord-Brabant in 's-Hertogenbosch

| Uitslagen van de verkiezingen voor Provinciale Staten vanaf 2007 | Uitslagen van de verkiezingen voor Provinciale Staten vanaf 2007 | Uitslagen van de verkiezingen voor Provinciale Staten vanaf 2007 | Uitslagen van de verkiezingen voor Provinciale Staten vanaf 2007 | Uitslagen van de verkiezingen voor Provinciale Staten vanaf 2007 | Uitslagen van de verkiezingen voor Provinciale Staten vanaf 2007 | Uitslagen van de verkiezingen voor Provinciale Staten vanaf 2007 | Uitslagen van de verkiezingen voor Provinciale Staten vanaf 2007 | Uitslagen van de verkiezingen voor Provinciale Staten vanaf 2007 | Uitslagen van de verkiezingen voor Provinciale Staten vanaf 2007 | Uitslagen van de verkiezingen voor Provinciale Staten vanaf 2007 | Uitslagen van de verkiezingen voor Provinciale Staten vanaf 2007 | Uitslagen van de verkiezingen voor Provinciale Staten vanaf 2007 |
| Partij                                                           | Partij                                                           | 2007                                                             | 2007                                                             | 2011                                                             | 2011                                                             | 2015                                                             | 2015                                                             | 2019                                                             | 2019                                                             | 2023                                                             | 2023                                                             |                                                                  |
| Partij                                                           | Partij                                                           | %                                                                | Zetels                                                           | %                                                                | Zetels                                                           | %                                                                | Zetels                                                           | %                                                                | Zetels                                                           | %                                                                | Zetels                                                           |                                                                  |
| ---------------------------------------------------------------- | ---------------------------------------------------------------- | ---------------------------------------------------------------- | ---------------------------------------------------------------- | ---------------------------------------------------------------- | ---------------------------------------------------------------- | ---------------------------------------------------------------- | ---------------------------------------------------------------- | ---------------------------------------------------------------- | ---------------------------------------------------------------- | ---------------------------------------------------------------- | ---------------------------------------------------------------- | ---------------------------------------------------------------- |
|                                                                  | BoerBurgerBeweging                                               | -                                                                | -                                                                | -                                                                | -                                                                | -                                                                | -                                                                | -                                                                | -                                                                | 18,24                                                            | 11                                                               |                                                                  |
|                                                                  | Volkspartij voor Vrijheid en Democratie                          | 18,88                                                            | 11                                                               | 20,75                                                            | 12                                                               | 17,45                                                            | 10                                                               | 16,18                                                            | 10                                                               | 14,09                                                            | 9                                                                |                                                                  |
|                                                                  | GroenLinks                                                       | 4,13                                                             | 2                                                                | 5,86                                                             | 3                                                                | 4,54                                                             | 3                                                                | 8,65                                                             | 5                                                                | 7,73                                                             | 5                                                                |                                                                  |
|                                                                  | Partij van de Arbeid                                             | 14,11                                                            | 8                                                                | 13,35                                                            | 7                                                                | 8,00                                                             | 4                                                                | 6,40                                                             | 3                                                                | 7,62                                                             | 4                                                                |                                                                  |
|                                                                  | Socialistische Partij                                            | 20,97                                                            | 12                                                               | 13,85                                                            | 8                                                                | 16,14                                                            | 9                                                                | 9,19                                                             | 5                                                                | 7,61                                                             | 4                                                                |                                                                  |
|                                                                  | Partij voor de Vrijheid                                          | -                                                                | -                                                                | 13,96                                                            | 8                                                                | 12,82                                                            | 7                                                                | 7,64                                                             | 4                                                                | 6,80                                                             | 4                                                                |                                                                  |
|                                                                  | Democraten 66                                                    | 2,09                                                             | 1                                                                | 8,01                                                             | 5                                                                | 12,08                                                            | 7                                                                | 8,78                                                             | 5                                                                | 6,69                                                             | 4                                                                |                                                                  |
|                                                                  | Christen-Democratisch Appèl                                      | 31,25                                                            | 18                                                               | 17,35                                                            | 10                                                               | 17,24                                                            | 9                                                                | 13,31                                                            | 8                                                                | 6,60                                                             | 4                                                                |                                                                  |
|                                                                  | JA21                                                             | -                                                                | -                                                                | -                                                                | -                                                                | -                                                                | -                                                                | -                                                                | -                                                                | 4,21                                                             | 2                                                                |                                                                  |
|                                                                  | Lokaal Brabant                                                   | -                                                                | -                                                                | -                                                                | -                                                                | 1,84                                                             | 1                                                                | 2,52                                                             | 1                                                                | 4,17                                                             | 2                                                                |                                                                  |
|                                                                  | Partij voor de Dieren                                            | 2,17                                                             | 1                                                                | 1,81                                                             | 1                                                                | 3,15                                                             | 2                                                                | 3,73                                                             | 2                                                                | 3,86                                                             | 2                                                                |                                                                  |
|                                                                  | Volt Nederland                                                   | -                                                                | -                                                                | -                                                                | -                                                                | -                                                                | -                                                                | -                                                                | -                                                                | 2,94                                                             | 1                                                                |                                                                  |
|                                                                  | Forum voor Democratie                                            | -                                                                | -                                                                | -                                                                | -                                                                | -                                                                | -                                                                | 14,45                                                            | 9                                                                | 2,84                                                             | 1                                                                |                                                                  |
|                                                                  | 50PLUS                                                           | -                                                                | -                                                                | 3,29                                                             | 1                                                                | 4,29                                                             | 2                                                                | 4,11                                                             | 2                                                                | 2,61                                                             | 1                                                                |                                                                  |
|                                                                  | ChristenUnie-SGP                                                 | 2,72                                                             | 1                                                                | 1,53                                                             | 0                                                                | 2,03                                                             | 1                                                                | 1,92                                                             | 1                                                                | 1,59                                                             | 1                                                                |                                                                  |
|                                                                  | Brabantse Partij                                                 | 1,90                                                             | 1                                                                | -                                                                | -                                                                | -                                                                | -                                                                | -                                                                | -                                                                | -                                                                | -                                                                |                                                                  |
|                                                                  | overige partijen                                                 | 1,78                                                             | 0                                                                | 0,24                                                             | 0                                                                | 0,42                                                             | 0                                                                | 3,12                                                             | 0                                                                | 2,41                                                             | 0                                                                |                                                                  |
| totaal                                                           | totaal                                                           | 100,00                                                           | 55                                                               | 100,00                                                           | 55                                                               | 100,00                                                           | 55                                                               | 100,00                                                           | 55                                                               | 100,00                                                           | 55                                                               |                                                                  |
| opkomstpercentage                                                | opkomstpercentage                                                | 42,06                                                            |                                                                  | 51,43                                                            |                                                                  | 43,64                                                            |                                                                  | 52,40                                                            |                                                                  | 55,47                                                            |                                                                  |                                                                  |

## Gedeputeerde Staten
Ina Adema (VVD) is sinds 1 oktober 2020 commissaris van de Koning.
Provinciesecretaris is Marcel van Bijnen.

### 2007-2011
Het college van Gedeputeerde Staten berustte op een coalitie van VVD, CDA en PvdA, en bestond uit de volgende gedeputeerden:
- Y.C.M.G. (Yves) de Boer - VVD
- O. (Onno) Hoes - VVD
- C. (Cora) Van Nieuwenhuizen - VVD
- Th. (Thoon) Essed - CDA
- B. (Brigite) van Haaften-Harkema - CDA
- R.A.C. (Ruud) van Heugten - CDA
- L.C.W. (Lily) Jacobs - PvdA

### 2011-2015
Het college van Gedeputeerde Staten berustte op een coalitie van VVD, CDA en SP, en bestond uit de volgende gedeputeerden:
- Yves de Boer - VVD
- Brigite van Haaften - CDA
- Ruud van Heugten - CDA
- Johan van den Hout - SP
- Bert Pauli - VVD

### 2015-2019
Het college van Gedeputeerde Staten berustte op een coalitie van VVD, SP, D66 en PvdA, en bestond uit de volgende gedeputeerden:
- Johan van den Hout - SP
- Christophe van der Maat - VVD
- Erik van Merrienboer - PvdA
- Bert Pauli - VVD
- Anne-Marie Spierings - D66
- Henri Swinkels - SP

### 2019-2023
Tot 15 mei 2020
Het college van Gedeputeerde Staten berustte op een coalitie van VVD, CDA, GroenLinks, D66 en PvdA, en bestaat uit de volgende gedeputeerden:
- Christophe van der Maat - VVD
- Anne-Marie Spierings - D66
- Erik van Merrienboer - PvdA
- Marianne van der Sloot - CDA (tot 9 november 2019)
- Rik Grashoff - GroenLinks
- Martijn van Gruijthuijsen - VVD
- Renze Bergsma - CDA (tot 9 november 2019)

Nadat in november 2019 beide CDA-gedeputeerden opstapten omdat ze zich niet meer gesteund voelden door de eigen fractie omtrent de boerenprotesten, stapte het CDA op 13 december 2019 ook vanwege de boerenprotesten uit de coalitie.
Vanaf 15 mei 2020
Als gevolg van het aftreden van de twee CDA-gedeputeerden werd er na nieuwe onderhandelingen in mei 2020 een nieuw bestuur gepresenteerd, dat berust op een coalitie van VVD, Forum voor Democratie, CDA en Lokaal Brabant. Beide gedeputeerden van de VVD behielden hierbij hun positie, terwijl de overige vijf gedeputeerden nieuw zijn. Op 20 mei 2021 werd het vertrouwen opgezegd door VVD, CDA en Lokaal Brabant in Forum voor Democratie. Een dag later stapten gedeputeerden De Bie en Smit per direct op. Op het bestaande bestuursakkoord van 2020-2023 werd een ‘addendum’ (toevoeging) gesloten, Lokaal Brabant trad uit de coalitie, D66, PvdA en GroenLinks traden toe tot de coalitie.
- Martijn van Gruijthuijsen - VVD
- Erik Ronnes - CDA
- Anne-Marie Spierings - D66 (vanaf 16 juli 2021)
- Hagar Roijackers - GroenLinks (vanaf 16 juli 2021)
- Stijn Smeulders - PvdA (vanaf 16 juli 2021)
- Suzanne Otters-Bruijnen - VVD (vanaf 21 januari 2022)[8]
- Elies Lemkes-Straver - CDA
- Christophe van der Maat - VVD (tot 10 januari 2022)[9]
- Wil van Pinxteren - Lokaal Brabant (tot 16 juli 2021)[10]
- Eric de Bie - Forum voor Democratie (tot 21 mei 2021)
- Peter Smit - onafhankelijk, tot januari 2021 Forum voor Democratie (tot 21 mei 2021)

### 2023-2027
Na de grote overwinning van de BBB, die vanuit het niets de grootste partij was geworden, lag een formatie met deze partij aanvankelijk voor de hand. Onderhandelingen werden geopend met VVD, GroenLinks en PvdA, en deze leidden tot een onderhandelingsakkoord, dat echter door de BBB-fractie verworpen werd. Hierop zegden de andere drie partijen het vertrouwen in BBB op, en kwam het tot een tweede onderhandelingsronde waarin naast deze drie partijen ook D66, SP en Lokaal Brabant betrokken werden. In deze combinatie lukte het wel tot overeenstemming te komen.
- Martijn van Gruijthuijsen (VVD)
- Hagar Roijackers (GroenLinks)
- Stijn Smeulders (PvdA)
- Jos van der Horst (SP) (tot 23 februari 2024)
- Saskia Boelema (D66)
- Marc Oudenhoven (Lokaal Brabant)
- Wilma Dirken (VVD)

Op 23 februari 2024 stapte Jos van der Horst per direct op, vanwege privéredenen en omdat hij moeite had om samen te werken met collega-gedeputeerden. Hij wordt opgevolgd door zijn partijgenoot Bas Maes.

## Landelijke verkiezingen in de provincie Noord-Brabant
| Uitslagen van de verkiezingen vanaf 2006 (in percentages) | Uitslagen van de verkiezingen vanaf 2006 (in percentages) | Uitslagen van de verkiezingen vanaf 2006 (in percentages) | Uitslagen van de verkiezingen vanaf 2006 (in percentages) | Uitslagen van de verkiezingen vanaf 2006 (in percentages) | Uitslagen van de verkiezingen vanaf 2006 (in percentages) | Uitslagen van de verkiezingen vanaf 2006 (in percentages) | Uitslagen van de verkiezingen vanaf 2006 (in percentages) | Uitslagen van de verkiezingen vanaf 2006 (in percentages) | Uitslagen van de verkiezingen vanaf 2006 (in percentages) | Uitslagen van de verkiezingen vanaf 2006 (in percentages) |
| Partij                                                    | TK2006                                                    | EP2009                                                    | TK2010                                                    | TK2012                                                    | EP2014                                                    | TK2017                                                    | EP2019                                                    | TK2021                                                    | TK2023                                                    | EP2024                                                    |
| --------------------------------------------------------- | --------------------------------------------------------- | --------------------------------------------------------- | --------------------------------------------------------- | --------------------------------------------------------- | --------------------------------------------------------- | --------------------------------------------------------- | --------------------------------------------------------- | --------------------------------------------------------- | --------------------------------------------------------- | --------------------------------------------------------- |
| PVV                                                       | 6,16                                                      | 17,60                                                     | 17,41                                                     | 11,03                                                     | 14,75                                                     | 14,63                                                     | 3,92                                                      | 11,81                                                     | 26,94                                                     | 24,40                                                     |
| PvdA                                                      | 17,84                                                     | 10,24                                                     | 16,10                                                     | 21,46                                                     | 7,31                                                      | 4,22                                                      | 18,92                                                     | 4,50                                                      | 13,03                                                     | 17,14                                                     |
| GL                                                        | 3,36                                                      | 7,42                                                      | 5,53                                                      | 1,81                                                      | 5,59                                                      | 7,77                                                      | 9,27                                                      | 4,35                                                      | 13,03                                                     | 17,14                                                     |
| CDA                                                       | 31,84                                                     | 24,82                                                     | 16,22                                                     | 9,08                                                      | 17,55                                                     | 13,30                                                     | 13,78                                                     | 10,03                                                     | 3,46                                                      | 15,98                                                     |
| VVD                                                       | 14,49                                                     | 13,47                                                     | 21,01                                                     | 28,75                                                     | 13,43                                                     | 24,09                                                     | 16,68                                                     | 26,61                                                     | 18,11                                                     | 10,06                                                     |
| D66                                                       | 1,57                                                      | 10,57                                                     | 6,55                                                      | 7,83                                                      | 15,13                                                     | 11,58                                                     | 7,46                                                      | 15,05                                                     | 6,59                                                      | 6,75                                                      |
| BBB                                                       | -                                                         | -                                                         | -                                                         | -                                                         | -                                                         | -                                                         | -                                                         | 0,82                                                      | 4,40                                                      | 5,09                                                      |
| NSC                                                       | -                                                         | -                                                         | -                                                         | -                                                         | -                                                         | -                                                         | -                                                         | -                                                         | 12,75                                                     | 3,80                                                      |
| Volt                                                      | -                                                         | -                                                         | -                                                         | -                                                         | -                                                         | -                                                         | 1,92                                                      | 2,19                                                      | 1,60                                                      | 3,67                                                      |
| PvdD                                                      | 1,38                                                      | 2,87                                                      | 1,09                                                      | 1,55                                                      | 3,56                                                      | 2,60                                                      | 3,42                                                      | 3,19                                                      | 1,76                                                      | 3,62                                                      |
| FVD                                                       | -                                                         | -                                                         | -                                                         | -                                                         | -                                                         | 1,57                                                      | 10,83                                                     | 4,84                                                      | 1,89                                                      | 2,92                                                      |
| SP                                                        | 20,38                                                     | 9,09                                                      | 13,43                                                     | 13,79                                                     | 11,84                                                     | 12,28                                                     | 4,58                                                      | 7,66                                                      | 4,13                                                      | 2,48                                                      |
| 50Plus                                                    | -                                                         | -                                                         | -                                                         | 2,41                                                      | 6,52                                                      | 3,34                                                      | 6,01                                                      | 1,24                                                      | 0,64                                                      | 1,65                                                      |
| JA21                                                      | -                                                         | -                                                         | -                                                         | -                                                         | -                                                         | -                                                         | -                                                         | 2,21                                                      | 0,72                                                      | 0,56                                                      |
| CU                                                        | 1,52                                                      | 1,88                                                      | 1,01                                                      | 0,91                                                      | 2,13                                                      | 1,15                                                      | 1,87                                                      | 1,19                                                      | 0,61                                                      | 0,52                                                      |
| SGP                                                       | 0,36                                                      | [ 14 ]                                                    | 0,38                                                      | 0,47                                                      | [ 14 ]                                                    | 0,50                                                      | [ 14 ]                                                    | 0,48                                                      | 0,44                                                      | 0,23                                                      |
| DENK                                                      | -                                                         | -                                                         | -                                                         | -                                                         | -                                                         | 1,68                                                      | 0,92                                                      | 1,59                                                      | 1,78                                                      | -                                                         |
| BIJ1                                                      | -                                                         | -                                                         | -                                                         | -                                                         | -                                                         | -                                                         | -                                                         | 0,35                                                      | 0,22                                                      | -                                                         |
| overig                                                    | 1,10                                                      | 2,04                                                      | 1,27                                                      | 0,91                                                      | 2,19                                                      | 1,29                                                      | 0,43                                                      | 1,88                                                      | 0,94                                                      | 1,14                                                      |
| opkomst                                                   | 78,51                                                     | 33,24                                                     | 73,69                                                     | 72,65                                                     | 34,02                                                     | 81,27                                                     | 37,52                                                     | 77,73                                                     | 77,53                                                     | 40,43                                                     |